# Hermann Kleyer
Hermann Kleyer (* 19. August 1911 in Gelsenkirchen-Horst; † 14. August 1995) war ein deutscher Jurist, Hochschullehrer und Amtsleiter. Er war Rektor der Deutschen Verwaltungsakademie und Leiter des Amtes für den Rechtsschutz des Vermögens der DDR.

## Leben
Kleyer stammte aus kleinbürgerlichen Verhältnissen. Nach dem Besuch der Volksschule und des Gymnasiums mit Abitur studierte er Rechtswissenschaften und arbeitete anschließend als Referendar. Von 1935 bis 1936 leistete er freiwilligen Wehrdienst. Er beantragte am 8. Juli 1937 die Aufnahme in die NSDAP und wurde rückwirkend zum 1. Mai desselben Jahres aufgenommen (Mitgliedsnummer 4.445.682). 1939 schloss er sich der SA an. Während des Zweiten Weltkrieges wurde er als Soldat zur Wehrmacht eingezogen. Er geriet 1943 in Stalingrad in sowjetische Kriegsgefangenschaft und trat dem Nationalkomitee Freies Deutschland (NKFD) bei. Er besuchte eine Antifa-Schule und war dann von 1944 bis 1948 als Lehrer unter deutschen Kriegsgefangenen tätig.
Nach seiner Entlassung in die Sowjetische Besatzungszone schloss er sich der Sozialistischen Einheitspartei Deutschlands (SED) an und nahm eine Lehrtätigkeit an der Deutschen Verwaltungsakademie (DVA) in Forst Zinna auf. Am 27. März 1952 wurde er im Beisein von Walter Ulbricht von Staatssekretär Gerhard Harig in das Amt des ersten Rektors der Deutschen Verwaltungsakademie „Walter Ulbricht“ eingeführt. Kleyer wurde 1955 von Herbert Kröger abgelöst und als Leiter des Instituts für Staats- und Rechtstheorie an der Akademie für Staats- und Rechtswissenschaften in Babelsberg eingesetzt. Als solcher erhielt er am 6. Mai 1957 auf Beschluss der ZPKK eine Verwarnung „wegen Duldung revisionistischer Auffassungen“.
Von 1952 bis 1958 war er Abgeordneter des Bezirkstages Potsdam. 1958 wurde er Leiter der Rechtsabteilung beim Büro des Ministerrates der DDR. Ab 1964 fungierte er als Leiter der Zentralstelle zum Schutze des Volkseigentums beim Ministerrat bzw. ab 1966 des Amtes für den Schutz des Vermögens der DDR. Dieses Amt bekleidete er bis Juni 1982. Seitdem war er Berater in der Arbeitsgruppe für Organisation und Inspektion beim Ministerrat der DDR.

## Auszeichnungen
- 1957 Ernst-Moritz-Arndt-Medaille
- 1964 Vaterländischer Verdienstorden in Silber und 1976 in Gold
- 1971 Orden Banner der Arbeit
- 1981 Ehrenspange zum Vaterländischen Verdienstorden in Gold
- 1986 Orden Stern der Völkerfreundschaft in Gold